# Rocambole (périodique)
Pour les articles homonymes, voir Rocambole.
Rocambole est une revue disparue de l'éditeur de petit format Aventures & Voyages qui a vingt numéros de mars 1964 à novembre 1965, puis fusionne avec la revue Rouletabille pour aller jusqu'au N°41 de Rocambole et Rouletabille jusqu'à août 1967. C'est une adaptation libre du feuilleton télévisé Rocambole où le célèbre aventurier est incarné par Pierre Vernier.

## Les Séries
- 4 sans timonier (Perogatti)
- Professeur Toppy (studio Barbato)
- Richard le Bien-Aimé (Rémy Bourles) : N° 1 à 9.
- Rocambole (J. Liera)
- Rouletabille (studio Barbato, Paolo Morisi, Daniel Martin) : N° 21 à 41.